# Юн Си Юн
Юн Си Юн (кор. 윤시윤; род. 26 сентября 1986, Сунчхон, Республика Корея) — южнокорейский актёр и телеведущий. Наиболее известен своими главными ролями в сериалах «Хлеб, любовь и мечты» (2010), «Красавчик по соседству» (2013), «Самый лучший хит» (2017), «Наследный принц» (2018) и «Уважаемый судья» (2018), «Цветок фасоли» (2019), «Дневник психопата» (2019—2020), «Поезд» (2020). С 2016 по 2019 год он был участником третьего сезона развлекательного шоу «2 дня и 1 ночь».

## Биография

### Ранние годы
Юн родился в маленьком городке Сунчхон под именем Юн Дон Гу, которое он использовал до официального изменения после поступления в колледж. Он единственный ребёнок в семье, которого воспитывали бабушка и дедушка. В то время, когда сверстники его возраста ходили в детский сад и изучали английский язык, Юн ходил в сеодан, традиционную школу, где преподавали конфуцианство, и научился читать ханча (китайские иероглифы). Уникальное детство Юна было раскрыто в его песне «Велосипед дедушки» для телешоу «Босоногие друзья».

## Личная жизнь
Юн Си Юн — заядлый любитель книг. Утверждается, что у него дома более 3500 книг.
28 апреля 2014 года Юн тайно зачислился в Корпус морской пехоты Республики Корея. Юн ранее выражал желание вступить в армию тайно, чтобы не причинять вред другим солдатам. 27 января 2016 года он завершил военную службу.

## Фильмография

### Кино
| Год  | Название            | Роль              | Источники |
| ---- | ------------------- | ----------------- | --------- |
| 2010 | Смертельный звонок  | Кван Ву           |           |
| 2014 | Мистер Совершенство | Пэк Се Джин       |           |
| TBA  | Nikang Nakaang      |                   | [ 6 ]     |
| TBA  | Рождение            | Ким Дэ Гон Андрей | [ 7 ]     |

### Телевидение
| Год       | Название                             | Телеканал | Роль                   | Примечания                              | Источник |
| --------- | ------------------------------------ | --------- | ---------------------- | --------------------------------------- | -------- |
| 2009–2010 | Неудержимый пинок                    | MBC       | Чон Джун Хёк           |                                         |          |
| 2010      | Хлеб, любовь и мечты                 | KBS2      | Ким Так Гу             |                                         |          |
| 2010      | Однажды в Сэнчхори                   | tvN       | Парк Ши Юн             | Камео                                   | [ 8 ]    |
| 2011      | Я тоже цветочек!                     | MBC       | Со Джэ Хи              |                                         |          |
| 2011–2012 | Неудержимый пинок 3: Месть коротышки | MBC       | Юн Ши Юн               | Камео в эпизоде 88                      | [ 9 ]    |
| 2012      | Защитники моды                       |           | Ха У Чжу               |                                         |          |
| 2013      | Красавчик по соседству               | tvN       | Энрике Геум            |                                         |          |
| 2013      | Счастливая лапша                     | ZJSTV     | Щу Кэн                 |                                         |          |
| 2013–2014 | Премьер-министр и Я                  | KBS2      | Кан Ин Хо              |                                         |          |
| 2016      | Госпожа Темперамент и Нам Джон-ги    | JTBC      | новенький Юн Ши Юн     | камео в эпизоде 16                      | [ 10 ]   |
| 2016      | Зеркало ведьмы                       | JTBC      | Хо Джун                |                                         |          |
| 2017      | Три цвета фантазии: Яркая романтика  | MBC       | Со Ин Су               |                                         |          |
| 2017      | Самый лучший хит                     | KBS2      | Ю Хён Чже              |                                         |          |
| 2018      | Удар по спине                        | TV Chosun | Юн Ши Юн               | Камео в эпизоде 44                      | [ 11 ]   |
| 2018      | Наследный принц                      | TV Chosun | Ли Хви / Принц Ын Сон  |                                         |          |
| 2018      | Уважаемый судья                      | SBS TV    | Хан Су Хо / Хан Кан Хо |                                         |          |
| 2019      | Цветок фасоли                        | SBS TV    | Пэк И Хён / Огр / Они  | также известен как Угымчхи: Цветок маша |          |
| 2019      | Идеальный парень                     | SBS TV    | Юн Ши Юн               | Камео в эпизоде 2                       |          |
| 2019      | Дневник психопата                    | tvN       | Юк Дон Сик             |                                         | [ 12 ]   |
| 2020      | Поезд                                | OCN       | Со До Вон              |                                         | [ 13 ]   |
| 2022      | Прекрасный Хён Джэ                   | KBS2      | Ли Хён Джэ             |                                         | [ 14 ]   |

### Веб-сериалы
| Год  | Название                    | Сеть  | Роль      | Примечания | Источник |
| ---- | --------------------------- | ----- | --------- | ---------- | -------- |
| 2021 | Ты даёшь мне силы подняться | wavve | До Ён Сик |            | [ 15 ]   |

### Телевизионные шоу
| Год       | Название                                    | Телеканал | Роль                | Примечания             | Источник |
| --------- | ------------------------------------------- | --------- | ------------------- | ---------------------- | -------- |
| 2012      | Фанфары маленького оркестра                 | KBS1      | Рассказчик          |                        | [ 16 ]   |
| 2013      | Босоногие друзья                            | SBS       | Главная роль        |                        |          |
| 2016–2019 | 2 дня и 1 ночь                              | KBS2      | Главная роль        |                        |          |
| 2017      | Ваш большой вопрос                          | SBS       | Ведущий             |                        | [ 17 ]   |
| 2018      | Закон джунглей                              | SBS       | Главная роль        |                        |          |
| 2019      | Dating DNA Laboratory X                     | MBN       | Главный MC          |                        | [ 18 ]   |
| 2020      | Сигнал сердца: 3 сезон                      | Channel A | Участник            |                        | [ 19 ]   |
| 2020      | Дневник мамы - Мой гадкий утенок            | SBS       | Специальный ведущий |                        | [ 20 ]   |
| 2021      | Falling for Korea - Transnational Couples 2 | MBN       | Ведущий             | совместно с Ким Вон Хи | [ 21 ]   |

### Ведущий
| Год  | Название                      | Телеканал | Примечания                              | источник |
| ---- | ----------------------------- | --------- | --------------------------------------- | -------- |
| 2013 | KBS Song Festival             | KBS       |                                         | [ 22 ]   |
| 2018 | Dream Concert                 |           | совместно с Соль Ин А и Чха Ын У        | [ 23 ]   |
| 2018 | 2018 KBS Entertainment Awards | KBS       | совместно с Син Хён Чжун и Ким Соль Хён | [ 24 ]   |

### Клипы
| Год  | Песня           | Артист       | Источник |
| ---- | --------------- | ------------ | -------- |
| 2009 | "Lonely Voyage" | Ким Дон Рюль | [ 25 ]   |
| 2010 | "I Promise You" | Пак Хё Шин   | [ 26 ]   |
| 2017 | "Still There"   | Шин Хе Сон   | [ 27 ]   |

## Дискография

### Саундтреки
| Название                               | Год  | Альбом                                   |
| -------------------------------------- | ---- | ---------------------------------------- |
| "The Road to Me"                       | 2010 | Неудержимый пинок OST                    |
| "Only You"                             | 2010 | Хлеб, любовь и мечты OST                 |
| "I want to Date You "                  | 2013 | Красавчик по соседству OST               |
| "Grandpa's Bicycle" (ft Juniel, Tablo) | 2013 | Босоногие друзья: Моя песня, моя история |
| "Say it" (J2, Хон Кён Мин)             | 2017 | Самый лучший хит OST                     |
| "You Are Just Like the Spring"         | 2018 | Non-album single                         |
| "I Will Tell You"                      | 2018 | Non-album single                         |
| "Downhill"                             | 2018 | Non-album single                         |